# Rachel Steer
Rachel Steer (ur. 25 stycznia 1978 w Anchorage) – amerykańska biathlonistka.

## Osiągnięcia

### Igrzyska Olimpijskie
| 2002 Salt Lake City | – | 60. miejsce (sprint)            |
| 2002 Salt Lake City | – | LAP (bieg pościgowy)            |
| 2002 Salt Lake City | – | 31. miejsce (bieg indywidualny) |
| 2002 Salt Lake City | – | 15. miejsce (sztafeta)          |
| 2006 Turyn          | – | 35. miejsce (sprint)            |
| 2006 Turyn          | – | 39. miejsce (bieg pościgowy)    |
| 2006 Turyn          | – | 41. miejsce (bieg pościgowy)    |
| 2006 Turyn          | – | 15. miejsce (sztafeta)          |

### Mistrzostwa Świata
| 1998 Hochfilzen Pokljuka | – | 25. miejsce (bieg pościgowy)    |
| 1999 Kontiolahti Oslo    | – | 48. miejsce (sprint)            |
| 1999 Kontiolahti Oslo    | – | 40. miejsce (bieg pościgowy)    |
| 1999 Kontiolahti Oslo    | – | 12. miejsce (sztafeta)          |
| 1999 Kontiolahti Oslo    | – | 29. miejsce (bieg indywidualny) |
| 2000 Lahti / Oslo        | – | 52. miejsce (sprint)            |
| 2000 Lahti / Oslo        | – | LAP (bieg pościgowy)            |
| 2000 Lahti / Oslo        | – | 34. miejsce (bieg indywidualny) |
| 2000 Lahti / Oslo        | – | LAP (sztafeta)                  |
| 2001 Pokljuka            | – | 27. miejsce (sprint)            |
| 2001 Pokljuka            | – | 23. miejsce (bieg pościgowy)    |
| 2001 Pokljuka            | – | 71. miejsce (bieg indywidualny) |
| 2003 Chanty-Mansyjsk     | – | 51. miejsce (sprint)            |
| 2003 Chanty-Mansyjsk     | – | 44. miejsce (bieg pościgowy)    |
| 2003 Chanty-Mansyjsk     | – | 59. miejsce (bieg indywidualny) |
| 2003 Chanty-Mansyjsk     | – | DNF (sztafeta)                  |
| 2004 Oberhof             | – | 20. miejsce (sprint)            |
| 2004 Oberhof             | – | 34. miejsce (bieg pościgowy)    |
| 2004 Oberhof             | – | 62. miejsce (bieg indywidualny) |
| 2004 Oberhof             | – | 14. miejsce (sztafeta)          |
| 2005 Hochfilzen          | – | 23. miejsce (sprint)            |
| 2005 Hochfilzen          | – | 17. miejsce (bieg pościgowy)    |
| 2005 Hochfilzen          | – | 20. miejsce (bieg masowy)       |
| 2005 Hochfilzen          | – | 60. miejsce (bieg indywidualny) |
| 2005 Hochfilzen          | – | 16. miejsce (sztafeta)          |

### Puchar Świata
| Sezon     | Miejsce |
| --------- | ------- |
| 1997/1998 | 78.     |
| 1999/2000 | 65.     |
| 2000/2001 | 65.     |
| 2001/2002 | 76.     |
| 2002/2003 | 65.     |
| 2003/2004 | 36.     |
| 2004/2005 | 36.     |